# Jochem Kamphuis

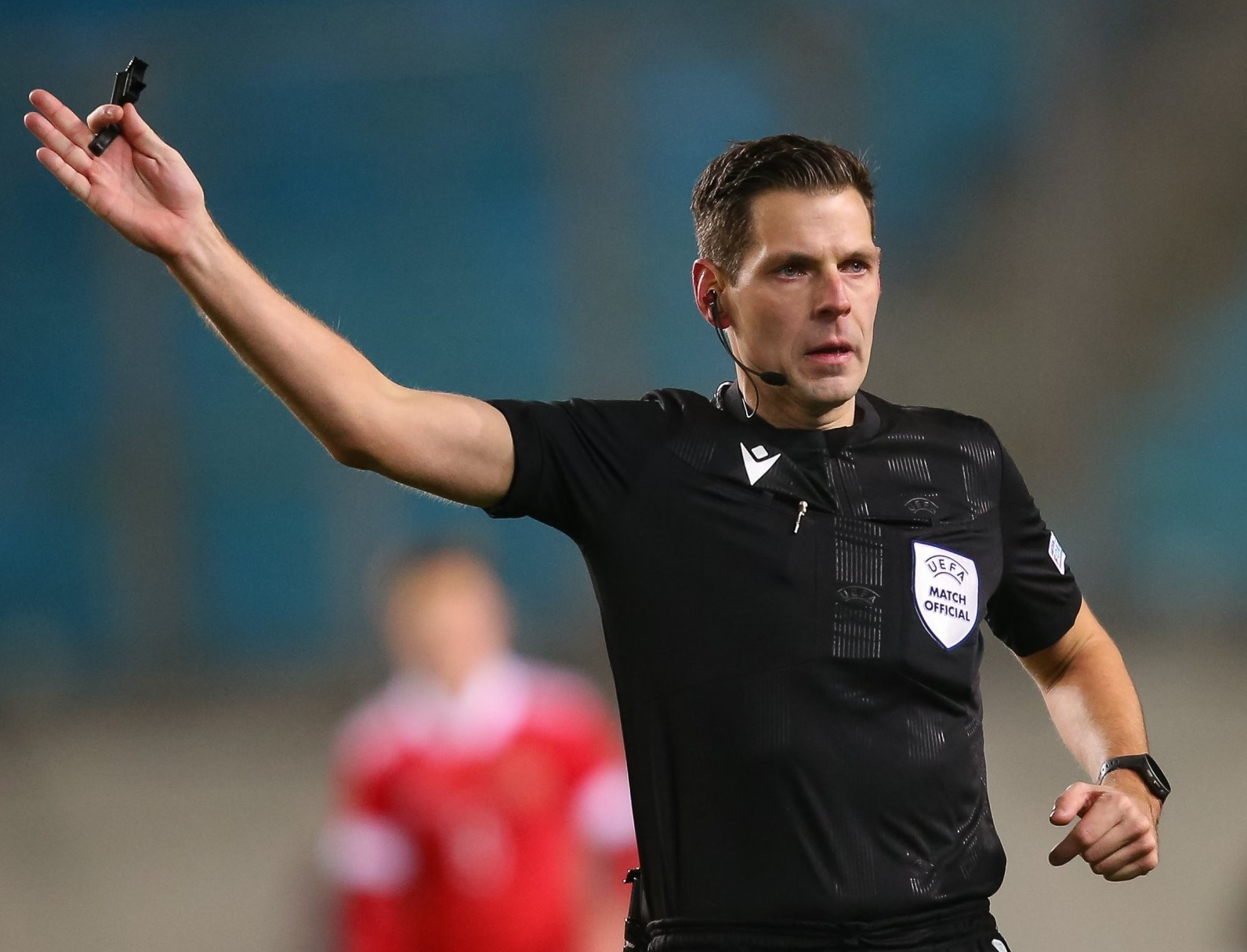
Jochem Kamphuis (2021)

Jochem Kamphuis (* 11. April 1986) ist ein niederländischer Fußballschiedsrichter.
Kamphuis leitet seit der Saison 2008/09 Spiele in der Eerste Divisie und seit der Saison 2011/12 Spiele in der Eredivisie. In beiden Ligen war er bereits Schiedsrichter von jeweils über 140 Spielen.
Seit 2020 steht er auf der Liste der FIFA-Schiedsrichter (seit 2021 auch als Videoschiedsrichter) und leitet internationale Fußballpartien.
Kamphuis war als Videoschiedsrichter bei der U-21-Europameisterschaft 2019 in Italien und San Marino sowie bei der Klub-Weltmeisterschaft 2020 in Katar im Einsatz.
Am 18. August 2020 war Kamphuis Videoschiedsrichter im Finale der Europa League 2019/20 zwischen dem FC Sevilla und Inter Mailand (3:2).